# 经济计算问题
经济计算问题是针对使用经济计划作为生产要素基于市场的分配方式的替代品的批评。首先由路德维希·冯·米塞斯在他1920年的文章《社會主義國家的經濟計算》中提出，后由弗里德里希·哈耶克加以拓展。在他第一篇文章中，米塞斯描述了资本主义下的价格体系的天性并描述了社会中个人的主观价值是如何转变为资源的理性的分配所必要的目标信息的。
市场交易中，价格反映了资源、劳动和产品的供给和需求。在他第一篇文章中，米塞斯着重于资本货物的社会主义化不可避免的匮乏，但米塞斯后来在《社会主义》中详细说明多种不同形式的社会主义。米塞斯和哈耶克指出经济计算仅仅通过市场价格提供的信息实现，并且官僚式或者技术式的分配方式缺乏理性分配资源的方法。争论发生在1920至1930年代，而且争论的具体时期被经济史学家称为“经济计算争论”。米塞斯最初的批评受到了许多回击并导致了市场社会主义的探索，最有名的是兰格模型。
米塞斯指出“社会主义共同体中的经济计算”中社会主义经济体的价格体系是必定缺乏的，因为如果公有实体掌握了所有的生产资料，没有可以像仅仅是在社会主义体系内部的货物输送，且不是“交易的对象”那样获取资本财产的价格，不像最终产品。所以，他们无法制定价格，而且因此这一体系必然会没有理性，中央计划者无法知晓怎样有效的分配有用的资源。他写道“……理性的经济活动在社会主义共同体中是办不到的。”米塞斯在他1922年的著作《社会主义：经济与社会学的分析》（Socialism: An Economic and Sociological Analysis）中把他对社会主义的批评发展的更为完善，指出市场价格体系是人類行為學的表达，而且不能被任何官僚主义的形式取代。
然而，值得注意的是中央计划受到了提倡分散式计划的社会主义者的批评，在奥地利经济学派之前包括互助主义者皮埃尔-约瑟夫·普鲁东、马克思主义者列夫·托洛茨基和无政府共产主义者彼得·克鲁泡特金。中央计划后来受到了社会主义经济学家如雅诺什·科尔奈和Alec Nove的批评。Robin Cox指出经济计算争论只能在贫穷的社会主义经济体通过能让决策者允许生产货物以计算类的相对稀缺性为基础的存量管制的自我调节系统实现很大程度上的自发性秩序的假设上才能被成功反驳。这是在多数决定为分散式的经济体中仅有可行的办法。托洛茨基指出中央计划者不能对经济中局部的变化做出有效反应，因为他们举措没有有意义的投入及经济体中数以百万的经济参与者的参与，而且因此成为协调经济活动的无效的机制。

## 理论

### 比较各种各样的商品
自从资本财物及劳力高度多样化（就是说他们有关于物质生产力的不同的特性）以来，经济计算要求对资本及劳力的所有形式的比较的共同基础。
钱作为交易手段，使得买家能比较商品成本而无需其基本因素的知识；消费者能简单集中于个人成本效益分析的决定。价格体系由此通过或许没有所有生产或供应条件的明确知识的中介运用资源来提升经济效率。这被称为价格的信号功能，以及阻止任何资源过度利用的配給功能。
没有市场过程去实行这些比较，对非市场社会主义的批评称其缺乏任何比较不同商品及服务的途径并不得不取决于实物计算。声称由此产生的决定没有足够的知识来判断是否合理。

### 资本财物与消费货物的关联效应
比较资本财物的共同基础也必然与消费者福利相联系。也必然能在当前的消费与延迟的消费（对于今后更大的回报）之间比较希望的权衡，通过投资于资本财物。钱的使用作为交易的中介与记账单位对于经济计算前两个问题的解决是必要的。米塞斯（1912年）应用卡尔·门格尔发展的边际效用理论在金钱上。
边际消费支出表现了边际效用或消费者在花费金钱时所希望的额外的满意程度。这类似于阿尔弗雷德·马歇尔发展的“边际-均等原理”。消费者补偿最后一元钱的边际效用（满意度的衡量）花在任意商品上面。因此消费商品的交易建立表现了消费者边际效用的价格，而且钱由此是消费者满意度的代表。
如果钱还花在了资本财物和劳力上，那么在资本财物和消费货物之间作比较是可能的。消费货物、资本财物和劳动商品的交易不意味着资本财物定价准确，仅仅意味着对资本财物做出的定价是可能的。
社会主义计算批评的第一个要素是最基本的：经济计算要求货币对所有商品的使用。这是必要的，但不是经济计算成功的充分条件。
没有价格机制，米塞斯指出，社会主义缺乏将消费者满意度与经济活动联系的方法。价格的激励功能允许扩张性的利益，就像每个家庭的便宜的、高质量的鞋子的利润去比较鞋匠昂贵的低劣的鞋子的集中化的利润。没有价格机制，可能与鞋匠的专业知识密切联系的建设“合理化生产”的一组专家，会倾向于支持鞋匠“阴谋对抗公众”的利益。如果这发生在所有产业，每个人会遭遇比他们所受到的市场竞争的严酷性更糟糕的结果。
冯·米塞斯的金钱与计算的理论直接与马克思的劳动价值论相冲突。马克思主义的理论允许劳动含量作为可能的资本财物定价的通用方法，现在随着边际效用理论的成功而在经济学界不受欢迎。

### 企业家精神
经济计算的第三个条件是存在真正的企业家精神和市场竞争。
根据Kirzner（1973）和Lavoie（1985），企业家通过满足所有市场中未满足的需求获利。企业家由此带来更接近于边际成本的价格。市场中价格的调整倾向于“均衡”（供需平衡）给予他们更大的功利性的意义。企业家的活动让价格使价格在如何表现消费者边限效用方面更为准确。价格扮演了计划生产的向导。他们计划生产用价格决定生产线应该延长还是缩短。
社会主义下企业家缺乏盈利动机来承担风险，而且因此不大可能尝试去满足消费者的需求。没有价格体系去适应消费者的效用来激励生产，或者指示那些效用而“没有提供动机”，国家计划者不太可能在新的想法上投资以满足消费者需求。

### 合乎条理的计划
经济计算成功的第四个条件是在那些计划生产的人之上的计划协调。计划生产的问题是由哈耶克解释出来（1937、1945年），但首先提到并且说明的是他的导师路德维希·冯·米塞斯的《社会主义》（1922年），不能与《社会主义：经济与社会学的分析》（Socialism: An Economic and Sociological Analysis，1951年）混为一谈。计划不能在分散的方式中完成，要求一些保证个人计划条理分明的机制或者集中化，要求大量的信息。
资本主义中，对生产的总体规划是出自大小企业的资本家的个人计划组成的。自资本家在同样可行的共同的资源外购置劳力和资本但缺乏劳力和资本以来，他们的计划在至少是半契合的方式中组成一体是必要的。哈耶克（1937年）定义有效的计划过程为一个所有决策者建置计划的地方包含其他人的计划中来的相关数据。企业家在计划中通过价格体系从其他人获取数据。价格体系是一个对于计划企业家的合作不可或缺的通信网络。价格的涨跌给企业家提示相关的经济状况，其中他们必须调整他们自己的计划。
对于社会主义，米塞斯（1944年）和哈耶克（1937年）坚称单个部门的官僚不能在没有价格体系的情况下协调他们的计划。如果集中式的社会主义不能运行，中央机关必须制定计划。但中央计划者在构建合乎条理的计划时面临知识问题。米塞斯和哈耶克把集中化看成是社会主义中不可避免的。
反对者指出按准则一个经济体能看作是一套方程式。由此应该不需要价格。用有关可用的资源和人的喜好的信息，应该能计算可选的解决方案。弗里德里希·冯·哈耶克回应道方程组需要太多的信息而可能不容易实现，而且随后的计算可能会太过困难。这部分是因为个人拥有可用的信息但不觉察到它重要性，可能没有动机传达信息，或者可能有动机传达有关他们喜好的错误信息。他认为唯一合理的解决方案是通过对价格信号的运用利用所有市场中的分散知识。早期的争论是在现代计算机更大的计算力成为可能之前做出来的，但也先于混沌理论的研究。1980年代，Alec Nove指出即使用最好的计算机，计算可能花上百万年。
对于像经济那样高度复杂的体系做出长期预测或许是可能的。
哈耶克（1935、1937、1940、1945年）强调中央计划的知识问题，部分是因为分散式的社会主义看起来站不住脚。部分原因是哈耶克强调知识问题也因为他主要关注对市场社会主义和奥斯卡·兰格的模式（1938年）的提议的争论，而且哈耶克的学生亚巴·勒纳（1934、1937、1938年）发展了对经济计算争论的回应。兰格和勒纳承认价格在社会主义中是必需的。兰格和勒纳认为社会主义官员能模拟出一些市场（主要是现货市场），而且现货市场的模拟足以使社会主义合理有效。奥斯卡·兰格指出价格可以仅仅看作是财会实践。原则上，宣扬的市场社会主义中，国有企业的社会主义管理者年使用价格体系作为财会实践，为了减小成本并传达信息给其他管理者。然而，当这可以处理商品存货、提供能被确定的价值的基础的时候，还无法处理新资本存量的投资。
哈耶克通过论述社会主义中模拟市场会因缺少真正的竞争和企业家精神而失败来回应。中央计划者仍会计划生产而没有在经济层面上有意义的价格的帮助。兰格和勒纳还承认社会主义会缺乏任何金融市场的模拟，而且那会造成计划资本投入的问题。
然而，哈耶克的论点不仅注意到了中央计划者计算的复杂性。他进一步指出许多个体的信息不能被收集或者被别人利用。首先，个体或许没有或者只有一点点动机去分享信息给中央甚至当地的计划者。其次，个体或许没有觉察到有有价值的信息，而且在觉察到的时候，只在有用的时间里面有用，时间太短以至于无法给中央或当地的计划者交流。第三，若不是在允许对价值有意义的比较的形式里面，信息对其他个体没用（也就是，货币定价作为比较的共同基础）。所以，哈耶克指出，个人必须通过真实市场中的价格获取数据。

### 金融市场
经济计算成功的第五个条件是存在功能良好的金融市场。经济效益高度取决于在资本投资中避免错误。资本投入中反向误差的花费是潜在大的。这不仅仅是发现用处甚微是重组或转变资本的问题。时间成本重新安排生产结构损失了生产消费品的时间。那些计划投资的人如果避免在一些生产线投入太多而在另一些生产线投入太少就必须预测消费需求中的未来趋势。
资本家计划生产是为了盈利。资本家用价值构建预期决定资本积累的组成、产业投资的格局。按照消费者需求投入的人盈利，那些人没有被迫转向更有效益或者停业。
期货市场中的价格在经济计算中扮演了特殊的角色。期货市场为期货时间段的商品发展价格。在期货市场中企业家以他们的期望为基础为生产整理计划。期货市场在企业家投资决定和家庭消费决定之间建立联系。自多数货物不在期货市场明确交易以来，替代性市场成了需求。证券市场作为“衍生的期货市场”评估企业家的生产计划（Lachmann 1978年）。一般来说经济计算问题是在金融市场中解决的。
经济计算问题出现在一个永远处在变化中的经济体……为了解决这类问题它首先是必要的，资本从特定的事业中被收回并应用在其他的生产线……这是资本家买卖证券和股份、发放和回收贷款、在各类商品投机的基本问题。
金融市场的存在对于经济计算是个必要条件。金融市场的存在本身不自动反应企业家的投机活动会倾向于效益。米塞斯指出金融市场中的投机活动倾向于效益是因为“尝试与错误”进程。在投资中犯下较大的错误的企业家以其他消费者需求更高的更有利可图的风险为代价扩大一些生产线浪费他们的资金。犯下最严重的错误的企业家通过构建对消费者需求的不准确的期望遭受财务上的损失。财务上的损失从产业中权威的位置上去除了这些无能的企业家。
犯下较小的错误的企业家通过更准确地预料消费者的需求获得更大的财务上的成果。建立关于市场的未来状态最准确看法的企业家（也就是消费者需求的新趋势）盈利最高并取得对产业更大的控制。那些预料未来市场趋势的企业家浪费了最少的实际资本并找到了金融资本市场上金融最优惠的条件。实际资本财物的最小的浪费反映出资本-经济计算最小的机遇成本。资本财物的价值通过金融市场中的竞争带进未来消费品价值线，因为资本主义的金融家之间利润的竞争回馈定价更准的企业家（也就是预测未来价格更准的）并排除定价不甚准确的企业家。
总而言之，所有市场（现货和金融）中钱在交易所有商品（资本/劳动力和消费）的使用结合利润驱动金融市场中的企业家精神和达尔文自然选择都综合起来作出理性的经济计算及资本主义进程的成果的分配。
米塞斯坚称社会主义的计算是不可能的，因为社会主义以一个普遍接受的交易媒介或钱为准妨碍资本财物的交易。金融市场中的投资决定现代工业的资本结构与一定程度的效益。社会主义的平等阻止了金融市场中的投机活动。米塞斯由此得出结论社会主义在工业的资本结构中缺乏任何清晰的改善的趋势。

### 示例
路德维希·冯·米塞给出了在生产酒和油中间做出选择的例子：

显而易见的是，即使是在社会主义社会里，一百万升的酒很明显比八十万升的酒要来的有价值，同样的一百万升的酒也明显高于五十万升的油。不需要任何计算体系就可以建立这样一个事实：决定性的因素在于所涉及的经济主体的意愿。然而，一旦这种决定权从消费者手上被夺去，我们才正要开始应付理性经济计划的问题，亦即，我们要如何在经济上让供给配合需求。这种问题只能透过某种经济计算来解决。因为人脑是无法在缺乏有效经济计算工具的情况下从大量的中间商品、生产潜能里整理出个头绪，单纯的在管理上和地点上的问题就可以让这种计算完全停摆。
这类中间商品包括土地、库存、瓶、桶、油、交通等等。不仅要将这些东西组合，而且这些会同其他经济目标的成就竞争。没有资本财物的定价，从本质上，米塞斯指出，就无法知晓它们怎么理性的/最有效的使用。投资尤其是不可能的，就如潜在的未来产出不能被任何通货标准衡量，不用说是货币经济要求的计算。价值消费者对于未来的消费上的日常消耗不能被表达、确定或实行，就像投资是从积蓄中独立出来的。

## 批评

### 市场的效率
另一个批评时宣称自由市场在分配资源时有效是错误的。Alec Nove指出在“社会主义经济共同体”中冯·米塞斯“倾向于通过资本主义及资源优化配置同时进行的暗含假设破坏他的案例”，
经济学家瓊·羅賓遜指出在现代资本主义中许多价格是由“似乎是垄断者”创建的有效的“价格管理”，由此挑战了资本市场和理性的资源分配之间的联系。
经济学家Robin Hahnel指出自由市场事实上系统性地效率低下，因为外部性是普遍的，而且因为真实世界的市场很少真正竞争或者处在平衡中。
米爾頓·佛利民同意有垄断性竞争的市场是无效的，但指出在有自由贸易的国家中来自外部竞争的压力会使垄断成为竞争方式。在有贸易保护主义政策的国家中外来竞争不能充当这个角色，但潜在竞争威胁是公司滥用他们的地位，新竞争者会出现以及消费者对旧公司增添的不满——仍然能减少无效益。
其他自由意志主义分析者相信垄断和大商家通常不是自由市场所造成的。相反他们称这样的集中是对特许经营权或特权的政府补助引起的。他们坚决反对通过引入政府影响的市场结构的任何扭曲，主张这样的介入会成为中央计划或者国家资本主义的形式，达到这种程度同样会直接做出从私有到公共领域的决定。
约瑟夫·熊彼特指出大公司通常通过投资和创新带动经济的发展，而且因此他们的增殖不一定是坏的。

### 均衡
受到争论的对中央计划者来说不仅困难而且办不到的找到真正的经济平衡的论点同样适用于市场体系。就像任何通用圖靈機能做任何其他图灵机能做的，一个分散的计算机系统（也就是市场）在一个中央计算机上没有原理上的优势。

### 问题的广度
一种批评是理论的支持者通过描述社会主义不能实现而不是没有效率夸大了他们的力量。
经济学家布莱恩·卡普兰写了他为什么不是奥地利经济学派的解释。其中他讨论了经济计算的争论，而且，在承认这对于社会主义是个问题的时候否认米塞斯已经表明的它是致命的，或者是导致社会主义国家崩溃的特别原因。
奥地利经济学派夸大了经济计算的争论。详细的实证证据的缺乏显示出这给特殊问题不是最重要的一个，仅仅是上百个反对社会主义的论点中的另一个。我们怎样知道工作努力的问题，改革，或者地下经济，或者不比经济计算问题重要的其他任何问题？

### 稳态经济
瓊·羅賓遜指出在无增长经济中会有生产资料的有效的丰度，并且因此将不需要市场。冯·米塞斯承认在他最初的小册子里面有这样的理论可能性：
稳态能在经济即使中分配。对此经济生活中的同样事件曾经出现过；而且如果我们假设稳定的社会主义经济体中的第一性承接竞争性经济体的最终状态的基础，我们或许在所有从经济角度合理控制的社会主义生产体系的事件设想。
他声称，然而，固定的条件在真实世界中从不占优势。经济条件的改变是不可避免的，而且即使它没有，转变到社会主义会很混乱以至于从开始排除诸如稳态的存在。
一些人支持真实单位结算的具体运用及计划经济的需求调查会不经资本市场而操作，在后稀缺状况中，价格机制的目的是允许个体认识到决定的机会成本：后稀缺状况中没有这样的成本。这是说在这种状况中有一个不需要减少开支，也就是有充足的新鲜空气和水的地方。只要有有限的供应，也就是理相的土壤，经济会适应。

### 技术的使用
Paul Cockshott和Allin Cottrell在《Towards a New Socialism》、《Information and Economics: A Critique of Hayek》和《Against Mises》中指出现在计算机技术的运用简化了经济计算并允许中央计划实现并维持下去。就如Cockshott和Cottrell所称：
既不是西方提出的理论论证，也不是苏联社会主义崩溃的事实，这无疑是历史的里程碑，保证简单的社会主义经济计算是站不住脚的信念随着时间过去了。的确，信息技术的现代发展开启了计划体系能比市场在效率（接触人类需求）及公平方面做得更好的可能性。
Len Brewster回应了这一批駁意見，指出
C&C的新社会主义的检验确认了米塞斯合理的社会主义规划是不可实现的结论。看起来为了经济计划者通过他们可能会引导的方式拥有任何有用的数据，市场必须被牵扯进去，并有私有财产、不平等和开发的相似物。——Len Brewster，https://mises.org/journals/qjae/pdf/qjae7_1_6.pdf
然而, 米塞斯研究所於2020年5月21日發表文章反駁上述批駁意見，認為這兩位馬克思主義者混淆了計劃經濟（Planned Economy）和經濟計劃（Economic Planning）這兩個概念，前者是指由國家所主導的經濟模式，後者是指公司或國家因應市場需求所實行的計劃，本質上仍然依賴於價格機制等等，文章亦指出他們的作品實際上仍未提出有效的解決方案。

### 概念的混淆
一些馬克思主義者表示他們認為米塞斯混淆了物价的性质，价格分为狭义价格与广义价格，前者是市场上商品的交换比例，后者则多出了“提供其他选择的条件”的特例。由于在生产资料公有制下没有实际交换资本货物的市场，因此米塞斯得出了在资本货物领域中得不到“选择指数”的結論，但事實上只有在广义价格的意义上价格才是分配资源所不可缺少的，他們亦聲稱资产阶级经济学家混淆了價值與價值形式這兩個概念，而且只關注交換過程而忽略了生產過程，沒有意識到價值來自社會必要勞動時間，因而誤以為貨幣外在於价值的范畴之外，由此得出了在沒有貨幣的情況下衡量不了事物的價值的錯誤的結論。

### 理論的缺陷
一些學術界人士對米塞斯及海耶克所提出的論點提出了一些批駁意見，其聲稱這些論點無法成立。

## 书目
- Boettke, Peter 1990 The Political Economy of Soviet Socialism
- Caldwell, B: 1997. Hayek and Socialism The Journal of Economic Literature V35 pp. 1856–1890
- Cottrell, Allin and Cockshott W. Paul "Calculation, Complexity and Planning: The Socialist Calculation Debate Once Again" （页面存档备份，存于） Review of Political Economy
- Cox, Robin 2005, "The Economic Calculation controversy: unravelling of a myth"  （页面存档备份，存于）
- Dickinson H. D. 1933 Price Formation in a Socialist Community in The Economic Journal
- Dickinson, H. D. 1939 The Economics of Socialism
- Hayek, F. A. 1935 Collectivist Economic Planning
- Hayek F. A. 1937 Economics and Knowledge Economica V4 N13 pp. 33–54.
- Hayek F. A. 1940 The Competitive "Solution" Economica V7 N26 pp. 125–149
- Hayek, F. A. The Road to Serfdom
- Hayek, F. A. 1945 The Use of Knowledge in Society The American Economic Review
- Hayek, F. A. 1952 The Counter Revolution of Science
- Hayek, F. A. 1967 The New Confusion about Planning
- Kirzner, Israel 1973 Competition and Entrepreneurship
- Lachmann, L: 1978 Capital and Its Structure. Sheed, Andrews, and McMeel, Kansas City
- Lange, Oscar 1936 "On the Economic Theory of Socialism I", Review of Economic Studies. V4 N1 pp. 53–71
- Lange, Oscar 1937 "On the Economic Theory of Socialism II", Review of Economic Studies. V4 N pp. 123–142
- Lange, Oscar 1938 On the Economic Theory of Socialism.
- Lange, Oscar 1942 The Economic Operation of a Socialist Society I+II Contributions to Political Economy V6 pp. 3–12, 13–24
- Lange, Oscar 1957a Political Economy of Socialism
- Lange, Oscar 1957b. Role of Planning in a socialist economy
- Lange, Oscar 1967 The Computer and the Market in Socialism, Capitalism, and Economic Growth Feinstein Ed.
- Lavoie, Don: 1981. A Critique of the Standard Account of the Socialist Calculation Debate Journal ofLibertarian Studies N5 V1 pp. 41–87
- Lavoie, Don 1985 Rivalry and Central Planning
- Lerner, A. P. 1934 Economic Theory and Socialist Economy The Review of Economic Studies V2 N1 pp. 51–61
- Lerner, A. P. 1936 A note on Socialist Economics The Review of Economic Studies V4 N1 pp. 72–76
- Lerner, A. P. 1937 Statics and Dynamics in Socialist Economics The Economic Journal V47 N186 pp. 253–270
- Lerner, A. P. 1938 Theory and Practice in Socialist Economics The Review of Economic Studies V6 N1 pp. 71–5
- Lerner, A. P. 1944 The Economics of Control
- MacKenzie, D. W. 2008 "Social Dividends, Bureaucratic Rules, and Entrepreneurial Discretion"
- MacKenzie, D. W. 2006 "Oskar Lange and the Impossibility of Economic Calculation" （页面存档备份，存于）. Studia Economicze
- Mises L. E. 1912 The Theory of Money and Credit
- Mises L. E. 1920 Economic Calculation in the Socialist Commonwealth, reprinted in Hayek (1935)
- Mises L. E. 1922[1936] Socialism: An Economic and Sociological Analysis
- Mises 1933 Planned Economy and Socialism; reprinted in Selected Writings of Ludwig von Mises, The Liberty Fund (2002) Richard M Ebeling ed.
- Mises L. E. 1944 Bureaucracy
- Mises L. E. 1944 Omnipotent Government
- Mises L. E. 1949 Human Action
- Mises L. E. 1957 Theory and History
- Roemer, John (1994). A Future for Socialism, Verso Press.
- Spufford, Francis.  2010 Red Plenty, Faber & Faber.
- Stiglitz, J: 1994. Whither Socialism? MIT Press
- Vaughn, Karen. 1980. Economic Calculation under Socialism: The Austrian Contribution. Economic Inquiry 18:535–54
- Yunker, James A. "Post-Lange Market Socialism" 1995, Journal of Economic Issues